# Гольніх
Гольніх (нім. Hollnich) — громада в Німеччині, розташована в землі Рейнланд-Пфальц (з 1946). Входить до складу району Рейн-Гунсрюк. Складова частина об'єднання громад Кастеллаун.
Площа — 2,27 км2. Населення становить 308 ос. (станом на 31 грудня 2020).

## Історія
У середньовіччі Гольніх належав до графства Катценельнбоген. Графи Шпонгейм отримували доходи від села. Близько 1310 року, згідно з останніми даними Ландешауптархіву Кобленца, ймовірно, 1330–1335 років, Гольніх згадується під назвою Голінейх, а Гаммельсгаузен — як Гамельсгаузен у Шпонгеймському гефелерегістрі графства Шпонгейм.
З окупацією Лівобережжя Рейну в 1794 році французькими революційними військами село стало французьким, а в 1815 році на Віденському конгресі відійшло до Королівства Пруссії.

## Галерея

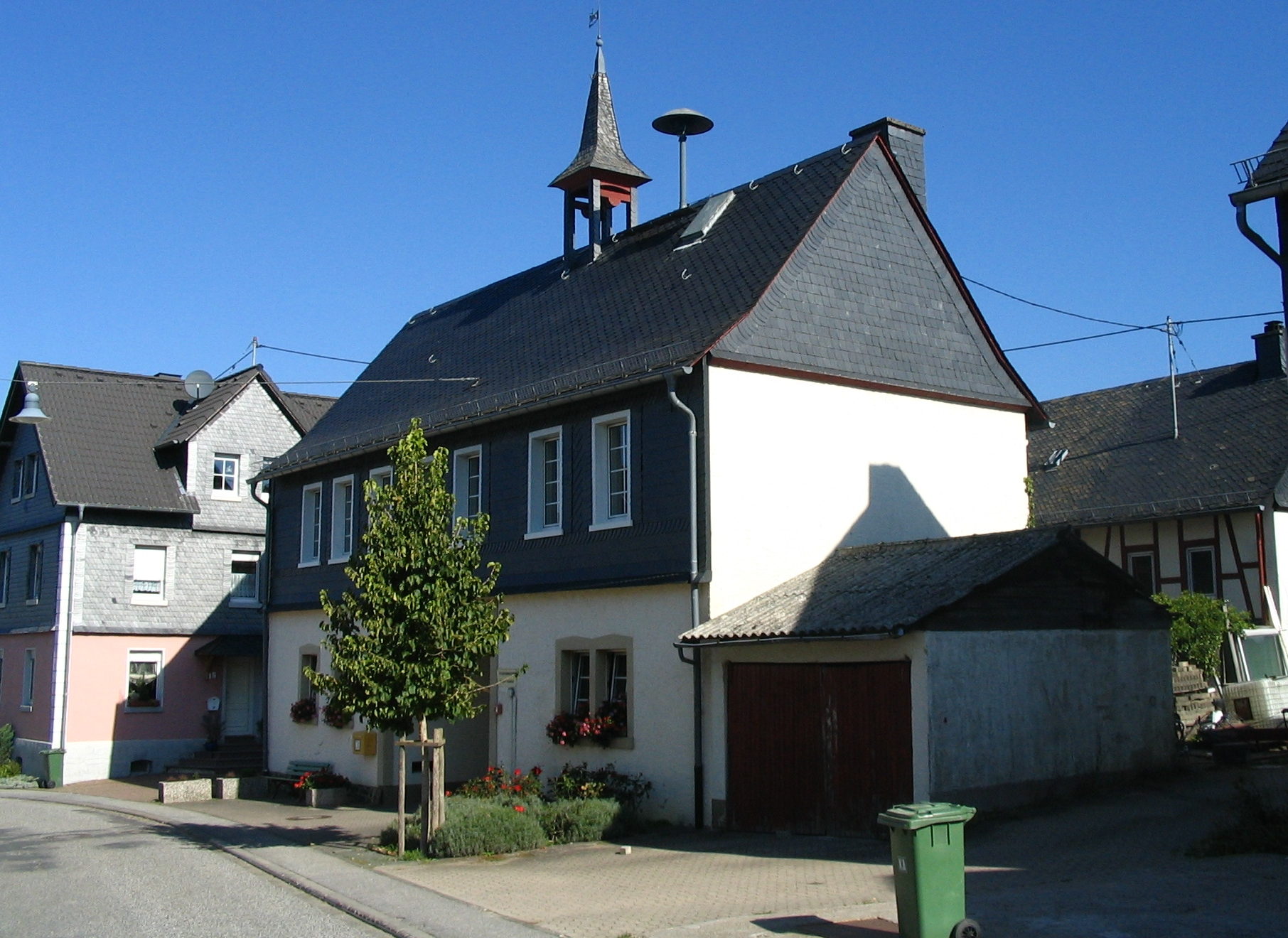